# 안푸현 (안장성)
안푸현(베트남어: Huyện An Phú / 縣安富)은 베트남 메콩강 삼각주 안장성의 현이다.

## 행정 구역
안푸현은 3개의 시진과 11개의 사를 관할하고 있다.

### 시진
- 안푸 시진 (Thị trấn An Phú, 安富市鎭)
- 롱빈 시진 (Thị trấn Long Bình, 隆平市鎭)

### 사
- 다프억 사 (Xã Đa Phước, 多福社)
- 카인한 사 (Xã Khánh An, 慶安社)
- 카인빈 사 (Xã Khánh Bình, 慶平社)
- 년호이 사 (Xã Nhơn Hội, 仁會社)
- 푸호이 사 (Xã Phú Hội, 富會社)
- 푸흐우 사 (Xã Phú Hữu, 富有社)
- 프억흥 사 (Xã Phước Hưng, 福興社)
- 꾸옥타이 사 (Xã Quốc Thái, 國泰社)
- 빈허우 사 (Xã Vĩnh Hậu, 永厚社)
- 빈호이동 사 (Xã Vĩnh Hội Đông, 永會東社)
- 빈록 사 (Xã Vĩnh Lộc, 永禄社)
- 빈쯔엉 사 (Xã Vĩnh Trường, 永長社)